# Ricardo Fernández Guardia
Ricardo Fernández Guardia (Alajuela, 4 de enero de 1867 - San José, 25 de febrero de 1950) fue un escritor, político y diplomático costarricense.

## Biografía
Fue hijo del historiador León Fernández Bonilla y de Isabel Guardia Gutiérrez. No solo dio continuidad a los estudios de su padre y al desarrollo de nuevas investigaciones y textos claves de la historia patria; sino también, por sus capacidades innatas de escritor, elevó la historia costarricense a una categoría superior donde se funde lo científico con lo literario, como es el caso de sus crónicas.
Cultivador y seguidor de lo mejor de la tradición literaria española y francesa, Fernández Guardia se identifica hoy con el nacimiento del realismo literario y del teatro costarricense, con una obra merecedora del puesto de primer autor clásico de Costa Rica.
A pesar de su vasta obra escrita y de haber incursionado simultáneamente en varios campos de la expresión escrita, su preocupación por la pureza del idioma y la estructuración lógica de la expresión de sus ideas conforman una unidad de estilo sin precedentes en letras costarricenses.
Fue Secretario de Relaciones Exteriores y carteras anexas de 1909 a 1910. Escribió numerosas y documentadas obras históricas, entre ellas: El Descubrimiento y la conquista, Cartilla histórica de Costa Rica, Crónicas coloniales, Reseña histórica de Talamanca, Morazán en Costa Rica, La Independencia, Cosas y gentes de antaño, La Guerra de la Liga y la invasión de Quijano, Espigando en el pasado y Don Florencio del Castillo en las Cortes de Cádiz. También fue autor de varias obras literarias, y del ensayo político El mensaje de 1916, en el que se criticaban las políticas del Presidente Alfredo González Flores. 
Fue Secretario de la Legación de Costa Rica en Europa (1885–1889) y Encargado de Negocios ad interim en España (1886–1887), Primer Secretario de la Legación en Europa (1897–1901), Ministro en misión especial en Italia (1900), ministro en misión especial en Honduras (1904), agente confidencial de Costa Rica en los Estados Unidos (1917), ministro en misión especial en Panamá (1920) y en México (1921), cónsul general en España (1929–1930) y ministro plenipotenciario de Costa Rica en Guatemala (1944–1945). Declarado benemérito de la Patria por el poder legislativo costarricense en 1944.
Su hijo Ricardo Fernández Peralta también se distinguió como historiador y genealogista.

## Obras
- Hojarasca, 1894
- Cuentos Ticos, 1901
- Magdalena (teatro), 1902
- scubrimiento y la Conquista, 1905
- Cartilla Histórica de Costa Rica, 1905
- El mensaje de 1916, 1916
- Don Florencio del Castillo en las Cortes de Cádiz, 1918
- Reseña histórica de Talamanca, 1918
- La Miniatura, 1920
- Crónicas Coloniales, 1921
- La Independencia, 1928
- La Guerra de la Liga y la Invasión de Quijano, 1934
- Cosas y Gentes de Antaño, 1935
- Morazán en Costa Rica, 1943
- Espigando en el pasado, 1946